# پساتوم (ایلینوی)
پساتوم (به انگلیسی: Pesotum) یک منطقهٔ مسکونی در ایالات متحده آمریکا است که در ایلینوی واقع شده‌است. پساتوم ۱٫۵۴ کیلومتر مربع مساحت و ۵۵۱ نفر جمعیت دارد و ۲۱۷٫۶۳ متر بالاتر از سطح دریا واقع شده‌است.